# Guyvalvoria
Guyvalvoria is een geslacht van weekdieren uit de klasse van de Gastropoda (slakken).

## Soorten
- Guyvalvoria francaisi Vayssière, 1906
- Guyvalvoria gruzovi Martynov, 2006
- Guyvalvoria paradoxa (Eliot, 1907)
- Guyvalvoria savinkini Martynov, 2006